# Сінкоку-Мару (10020)
Cінкоку-Мару (Shinkoku Maru) — судно, яке під час Другої світової війни взяло участь в операціях японських збройних сил проти Перл-Гарбору, в архіпелазі Бісмарка, в Індонезії, Індійському океані, проти атола Мідвей, на Соломонових та Каролінських островах.

## Передвоєнна історія
Танкер Сінкоку-Мару спорудили в 1940 році на верфі Kawasaki Heavy Industries у Кобе на замовлення компанії Kobe Sanbashi.
18 серпня 1941-го судно реквізували для потреб Імперського флоту Японії. З 25 серпня по 24 вересня воно пройшло певну модернізацію на верфі Naniwa Dockyard. Невдовзі Сінкоку-Мару також мав змогу провадити бункерування інших кораблів у морі. У листопаді судно провело тренування із заправки флотських авіаносців та крейсерів.

## Операція проти Перл-Гарбору
У межах підготовки до удару по Перл-Гарбору Сінкоку-Мару та ще кілька танкерів зібрались у затоці Хітокаппу на острові Еторофу (наразі Ітуруп) у Курильському архіпелазі. 26 листопада 1941-го ця група полишила Еторофу та попрямувала до центральної частини Тихого океану. На початку грудня танкери розпочали дозаправку бойових кораблів, яка відбувалась в умовах штормового моря. 6 грудня Сінкоку-Мару провело останню дозаправку, після чого разом з кількома іншими танкерами рушило під охороною есмінця «Касумі» до району очікування, в якому мало зустрітись з авіаносцями на їхньому зворотному шляху (пізніше охорону цього загону підсилили легкий крейсер «Абукума» та есмінець «Танікадзе»). 23 грудня Сінкоку-Мару повернулось до Японії.

## Операція в архіпелазі Бісмарка
У січні 1942-го японське командування розпочало підготовку до операції захоплення архіпелагу Бісмарка. Одним зі спрямованих на це заходів став перехід 8—14 січня потужного угруповання, яке включало 4 авіаносці та 2 лінкори, до атола Трук у центральній частині Каролінських островів (тут ще до війни створили потужну базу японського ВМФ, з якої до лютого 1944-го провадились операції в цілому ряді архіпелагів). Сінкоку-Мару пройшов разом з цим загоном, проте коли 17 січня бойові кораблі попрямували для проведення операції, залишився на Труці. Лише 22 січня Сінкоку-Мару разом зі ще одним танкером під охороною есмінця «Ісокадзе» вийшли з Труку назустріч ударній групі для проведення її дозаправки, яку провели наступної доби. Ще кілька діб танкери перебували в морі під охороною есмінців (здійснюючи при цьому їх бункерування), а 27 січня повернулись на Трук.

## Операція в Індонезії
29 січня — 4 лютого 1942-го Сінкоку-Мару здійснило перехід до Японії, а вже 7 лютого рушило до Нідерландської Ост-Індії де в Старінг-Бей (південно-східний півострів острова Целебес) збиралось велике угруповання в межах операції захоплення Яви. 22 лютого Сінкоку-Мару провело заправку двох дивізій ескадрених міноносців, але вже 24 лютого полишило Старінг-Бей та 2 березня прибуло до японського порту Канагава (при цьому зібране у Старінг-Бей угруповання 23—25 лютого кількома загонами рушило для яванської операції). 

## Рейд у Індійський океан
7 березня 1942-го Сінкоку-Мару знову рушив до Старінг-Бей та прибув сюди 16 числа, вже після повернення від Яви ударного з'єднання. Упродовж кількох наступних діб танкер провів бункерування різноманітних кораблів, включаючи лінкор «Кірісіма» та авіаносець «Дзуйкаку», а 26 березня вийшов у похід в межах рейду авіаносного ударного з'єднання до Індійського океану.
До 3 квітня Сінкоку-Мару провадив бункерування бойових кораблів на переході, після чого вирушив у призначений район очікування в центральній частині Андаманського моря. 4 квітня на танкері помітили дерев'яне суденце (прау) Setia Berganti, на якому 10 британських солдатів намагались втекти з Суматри. З Сінкоку-Мару зупинили прау попереджувальним пострілом, після чого ворожих військовослужбовців узяли в полон.
15 квітня Сінкоку-Мару зустрівся з ударним з'єднанням, яке поверталося з рейду, та провів бункерування лінкора «Хіей». Наступної доби танкери відокремились та попрямували до Куре, куди прибули 22 квітня.

## Битва під Мідвеєм
26 травня 1943-го Сінкоку-Мару разом з іншими танкерами групи постачання вийшли з Хашіраджіми. Наступної доби звідси рушили головні сили авіаносного з'єднання, які 28 травня наздогнали танкери. 3 червня група постачання завершила дозаправку бойових кораблів, які рушили до бою та 4—5 червня зазнали катастрофічної поразки в битві під Мідвеєм.
13 червня 1942-го Сінкоку-Мару прибув до Йокосуки, а невдовзі його призначили для підтримки операцій у північному регіоні (за єдиним задумом із нападом на Мідвей японці висадились на Алеутських островах). 21—23 червня Сінкоку-Мару перейшов до Омінато (військово-морська база на північному завершенні острова Хонсю), де залишався до 4 липня. 10 липня танкер вивели зі складу групи забезпечення Північних сил.  

## Боротьба за Соломонові острови
7 серпня 1942-го союзники висадились на сході Соломонових островів, що започаткувало шестимісячну битву за Гуадалканал. Вже 10 серпня Сінкоку-Мару призначили для транспортування нафти з районів видобутку (Борнео, Суматра) до Труку для забезпечення потреб флоту. Наступної доби танкер полишив Японію, а 17 серпня перебував уже за пів сотні кілометрів від Труку. Тут його та ще один флотський танкер атакував американський підводний човен USS Gudgeon, який доповів про ураження обох цілей. Втім, японські судна не зазнали фатальних пошкоджень (можливо, через несправність кількох із торпед залпу). До 28 серпня Сінкоку-Мару проходив аварійне відновлення на Труці, а 4 вересня прибув до Куре для повноцінного ремонту, який тривав до 17 жовтня.
У останній декаді жовтня 1942-го танкер був уже в районі Соломонових островів, де нещодавно відбулась битва авіаносних з'єднань при островах Санта-Круз. У ніч проти 28 жовтня Сінкоку-Мару та ще один танкер провели дозаправку крейсерів та есмінців одного із загонів флоту, а 30 числа прибули на Трук (їх охорону в ці кілька діб забезпечував есмінець «Судзукадзе», до якого на останньому етапі приєднались «Умікадзе» та «Кавакадзе»). 
У першій половині листопада японське командування організувало проведення великого конвою з підкріпленням на Гуадалканал, для чого з Труку вийшли в море великі сили флоту. При цьому авіаносні з'єднання обох сторін були так виснажені після битви при Санта-Круз, що вирішальне морське зіткнення 12—15 листопада біля Гуадалканалу випало на долю надводних кораблів. У межах операції 9 листопада Сінкоку-Мару полишив Трук, а 12—13 числа провадив у морі дозаправку легких крейсерів та есмінців. 14 листопада танкер повернувся на Трук у супроводі есмінців «Амацукадзе» та «Ікадзучі». 15 листопада Сінкоку-Мару вже знову був у морі, втім, на той час японське з'єднання вже зазнало поразки в битві при Гуадалканалі (зокрема, втрачено два лінкори) та поверталось на базу.
З січня 1943-го танкер нарешті здійснив рейс до нафтовидобувних регіонів. 7 січня він полишив Трук, відвідав Таракан і Балікпапан (східне узбережжя Борнео), а 22 числа рушив у зворотний рейс. У першій декаді лютого Сінкоку-Мару прибув до якірної стоянки Шортленд  (прикрита групою невеликих островів Шортленд акваторія біля південного завершення острова Бугенвіль, де зазвичай відстоювались бойові кораблі та перевалювались вантажі для подальшої відправки далі на схід Соломонових островів), де передав вантаж нафти флотському танкеру «Цурумі», після чого 10—15 лютого здійснив перехід до Труку, звідки майже без затримки рушив далі.
З березня по червень 1943-го Сінкоку-Мару працював у тиловій зоні, де відвідав цілий ряд японських портів, корейський Вонсан та не менш як двічі був у Сінгапурі. 30 червня танкер вирушив із Сінгапуру через Давао на Трук, проте вже під час переходу пункт призначення змінили на Рабаул. 7 липня за чотири сотні кілометрів на північний захід від острова Новий Ганновер Сінкоку-Мару став ціллю для підводного човна USS Peto. Останній дав залп із трьох торпед та поцілив танкер однією. Втім, 9 липня пошкоджене судно змогло прибути в Рабаул, а 16 липня вирушило звідси назад до Сінгапуру, де до 15 серпня проходило ремонт на військово-морській базі Селетар.

## Рейси на Трук
30 серпня 1943-го Сінкоку-Мару прибуло до Куре, а 6—11 вересня здійснило перехід із Сасебо на Трук. 27 вересня — 1 жовтня у групі з трьох танкерів судно перейшло на Палау (важливий транспортний хаб на заході Каролінських островів), а в середині жовтня вже було в Японії.
21 жовтня 1943-го танкер вийшов з Куре, в наступні кілька тижнів відвідав Сент-Жак (наразі в'єтнамський Вунгтау), Танджунг-Пріок (острів Ява), Сінгапур та Балікпапан (центр нафтовидобувної промисловості на східному узбережжі Борнео). 14 листопада Сінкоку-Мару вийшов з останнього разом з конвоєм № 2611, у складі якого прибув у район Палау. Звідси танкерна частина конвою під посиленою охороною рушила далі на схід і 21 листопада прибула на Трук. 
7—11 грудня 1943-го в конвої № 7072 Сінкоку-Мару пройшов на Палау. 13 грудня він вийшов звідси разом з конвоєм № 2515 і 19 числа досягнув Балікпапану. У останній декаді грудня танкер здійснив рейс до Сурабаї (острів Ява) та назад, а 29 числа рушив до Мікронезії з конвоєм, який 4 січня 1944-го прибув на Палау, а 5—10 січня здійснив перехід на Трук.
19—27 січня 1944-го Сінкоку-Мару у складі конвою пройшов до Таракану (ще один центр нафтовидобувної промисловості на сході Борнео), наприкінці місяця перейшов до Балікпапану, а 3 лютого вчергове рушив з конвоєм на Трук, якого дістався 14 числа.
17 лютого 1944-го по Труку потужно вдарило американське авіаносне угруповання (операція «Хейлстоун»), яке змогло знищити в цьому рейді кілька бойових кораблів та близько трьох десятків інших суден. Літак з авіаносця USS Yorktown поцілив «Сінкоку-Мару» бомбою, але всі шість торпед, скинутих пілотами з USS Bunker Hill, пройшли повз судно. Втім, у перші години 18 лютого бомба, скинута літаком з авіаносця USS Enterprise, вибухнула у воді поблизу машинного відділення «Сінкоку-Мару», що призвело до надходження води в корпус та загибелі судна. У цьому бою загинуло 16 членів екіпажу та 70 інших осіб, що перебували на борту.